# Yoshiko Ōtaka

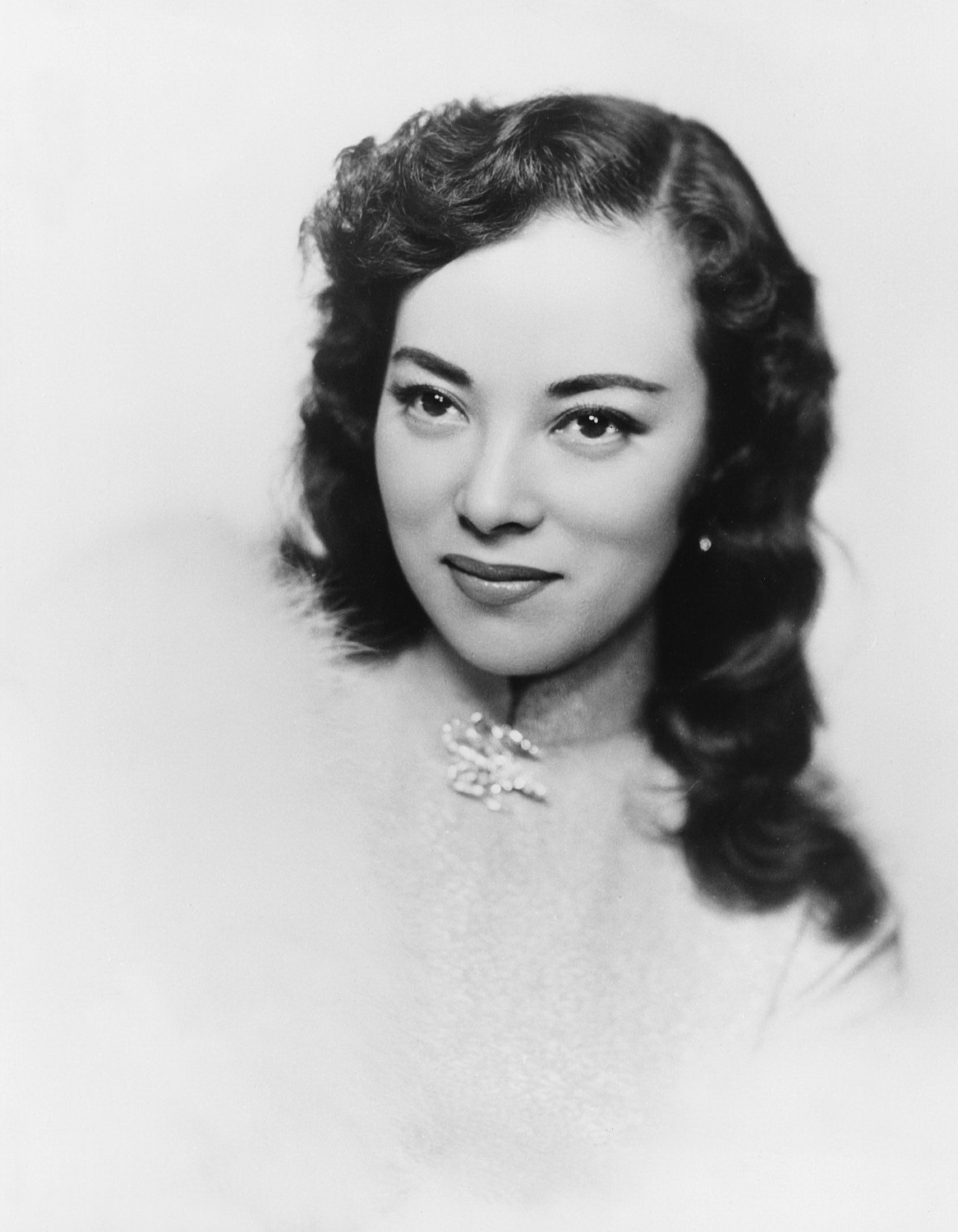
Yoshiko Yamaguchi, 1940er-Jahre

Yoshiko Ōtaka (japanisch 大鷹 淑子, Ōtaka Yoshiko; * 12. Februar 1920 als Yoshiko Yamaguchi 山口 淑子, Yamaguchi Yoshiko in Fushun, Mandschurei, Republik China, auch bekannt unter englisch Shirley Yamaguchi bzw. chinesisch Li Xianglan 李香蘭 / 李香兰,  Lǐ Xīanglán, japanische Aussprache des chinesischen Namens: Ri Kōran; † 7. September 2014 in Tokio) war eine in China geborene Japanerin, die in China, Japan, Hongkong und den USA Karriere als Schauspielerin und Sängerin machte. 1974 wurde sie in das japanische Parlament gewählt, dem sie 18 Jahre angehörte.

## Leben

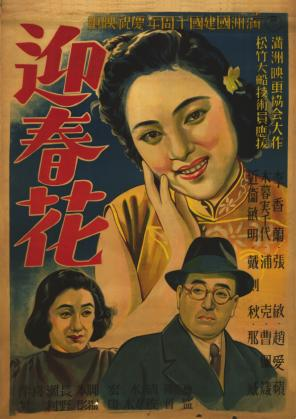
Poster: Yingchun hua – 迎春花

Yoshiko Yamaguchi, die als Pflegekind eines chinesischen Bekannten ihres Vaters aufwuchs, erhielt eine klassische Gesangsausbildung und debütierte 1938 als Filmschauspielerin in „Mitsugetsu kaisha“ (蜜月快車) – „Fahrt in die Flitterwochen“, gedreht bei der „Manshū Film Association“ (満州映画協会, Manshū eiga kyōkai). Sie trat als Li Xianglan (李香蘭) auf, benutzte aber auch ihren japanischen Namen. Dieser Mischung verdankte sie auch die Ernennung zur japanisch-mandschurischen Sonderbotschafterin. Einem breiten chinesischsprachigen Publikum wurde sie 1942 durch die Musik zum in Shanghai gedrehten Film „Ein guter Name für die kommenden Generationen“ (萬世流芳,  Wànshì liúfāng) bekannt. Damit startete ihre Karriere als Interpretin „gelber Musik“, die östliche und westliche Musikstile kombinierte. Sie spielte unter der Regie von Watanabe Kunio (渡辺 邦男; 1899–1981) Hauptrollen in Filmen wie „Byakuran no uta“ (白蘭の歌) – „Lied von der Weißen Orchidee“ 1939, dort mit Hasegawa Kazuo (1908–1984) und „Nessa no chikai“ (熱砂の誓い) – „Gelöbnis im heißen Sand“, 1940. Unter Fushimizu Osamu (伏水 修; 1910–1942) spielte sie in „Shina no yoru“ (志那の夜) – „Chinesische Nächte“ aus dem Jahr 1940, dessen gleichnamiges Titellied ein großer Hit wurde. Diese Filme gingen als die „Großen Drei vom Kontinent“ in die Filmgeschichte ein. Sie wirkte als Sängerin in dem Film „Yíngchūn huā“ (迎春花) – „Frühlingsblumen“ mit. Als Sängerin verbuchte sie mit „Yèlái xiāng“ (夜來香, Nachtlavendel), „Sūzhōu yèqǔ“ (蘇州夜曲, Suzhou-Abendlied) u. a. eine Reihe von Erfolgen. Zu der Zeit war sie, zwar Japanerin, unter ihrem chinesischen Namen ein Symbol für die Japanische Politik des Ausgleichs mit der einheimischen Bevölkerung.
Nach Ende des Zweiten Weltkrieges ging Yamaguchi nach Japan und versuchte, jetzt unter ihrem richtigen Namen, einen neuen Start. Unter Kurosawa Akiras Regie trat sie 1950 in „Sukyandaru“ (醜聞) – „Skandal“ auf, unter Taniguchi Senkichi (1912–2006) im selben Jahr in „Yoru no dassō“ (暁の脱走)（1950）– „Nächtliche Flucht“ auf. In den 1950er-Jahren startete Yoshiko Ōtaka unter dem Namen Shirley Yamaguchi ihre Schauspielkarriere in Hollywood sowie am Broadway und trat auch in einigen in Hongkong produzierten Filmen auf. 1951 heiratete sie den international bekannten Bildhauer Isamu Noguchi.
Im Jahr 1958 kehrte sie nach Japan zurück, wo sie als Fernsehmoderatorin und Nachrichtensprecherin arbeitete und, geschieden von Noguchi, den Diplomaten Hiroshi Ōtaka (大鷹 弘) heiratete. 1974 kandidierte sie auf Einladung des damaligen Vorsitzenden der Liberaldemokratischen Partei, Kakuei Tanaka, erfolgreich im nationalen Wahlkreis (1986: Verhältniswahl) bei der Wahl 1974 zur zweiten Kammer des japanischen Parlaments, der sie für drei Wahlperioden angehörte. Dort saß sie zeitweise dem Okinawa-Sonderausschuss vor, von 1991 bis 1992 dem damaligen Auswärtigen Ausschuss. Von 1977 bis 1978 (Kabinett Fukuda) war sie politische Staatssekretärin in der Umweltbehörde. Zur Wahl 1992 zog sie sich aus der Politik zurück.
Ōtaka starb am 7. September 2014 in Tokio im Alter von 94 Jahren an den Folgen einer Herzschwäche.

## Filmographie (Auswahl)
- 1940: Shina no yoru
- 1943: Sayon no kane
- 1943: Wàn Shì Liú Fāng
- 1950: Skandal (Sukyandaru)
- 1950: Akatsuki no daso
- 1952: Japanese War Bride
- 1955: House of Bamboo
- 1956: Byaku fujin no yoren